# Regeneration

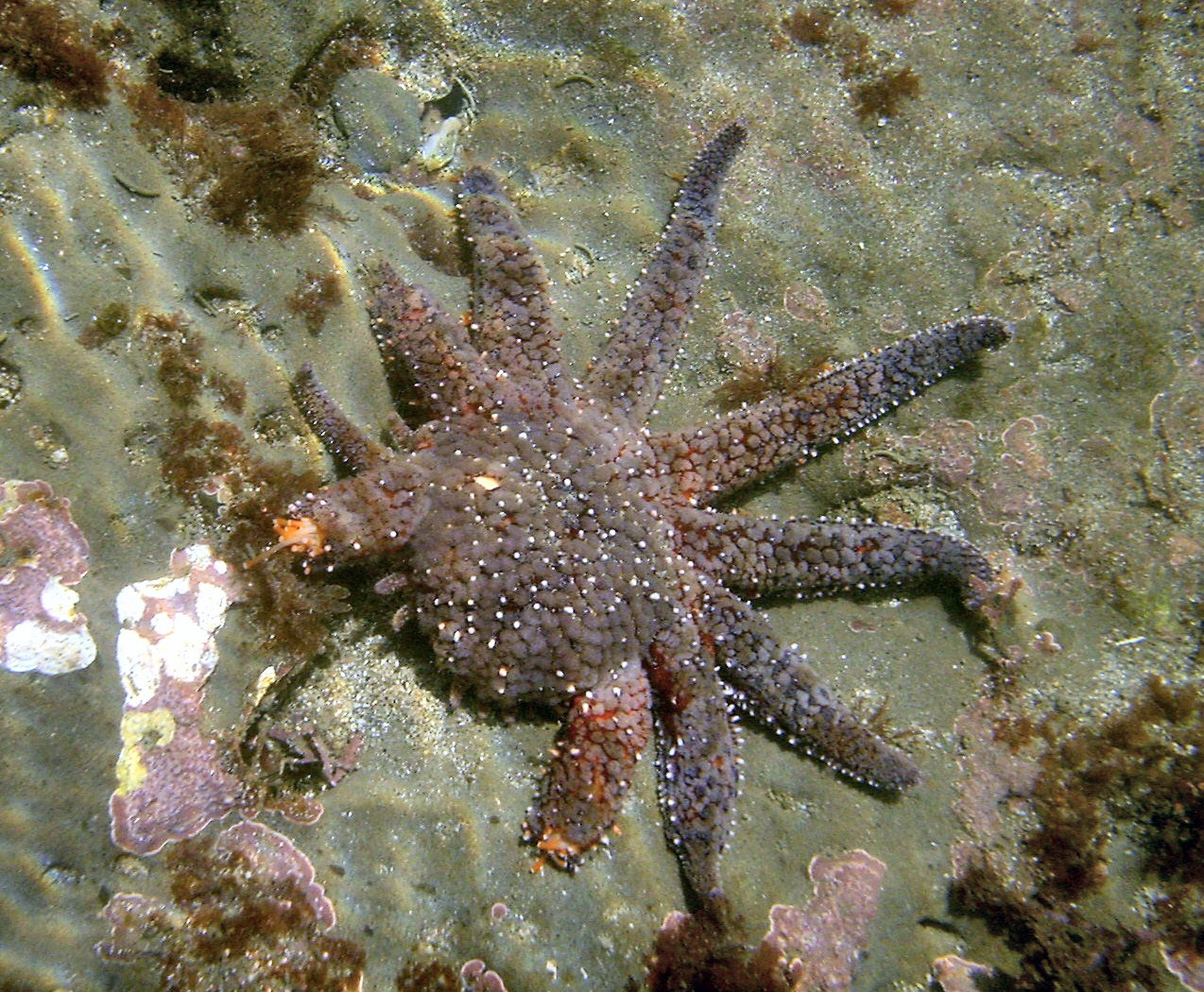
En sjöstjärna regenererar sina armar.

Regeneration är en term inom biologi som betecknar att en organism återskapar förlorade vävnader eller hela kroppsdelar. Regeneration förekommer till exempel bland plattmaskar, sjöstjärnor, vissa ödlor och flertalet växter.
Regeneration förekommer även i fiktion, och beskriver varelser med övernaturlig läkningsförmåga. Dit hör bland annat varulvar och vissa superhjältar (som Marvel Comics-hjälten Wolverine, Claire Bennet och Adam Monroe i TV-serien Heroes, och seriefiguren Hulken). Doktorn från den brittiska science fiction-serien Doctor Who är en tidsherre och tidsherrar kan regenerera sig när de är sårade eller skadade, detta leder då till att tidsherren får ett nytt utseende men fortfarande har samma minne.